# Phạm Kỳ Nam
Phạm Kỳ Nam (27 tháng 6 năm 1928 – 3 tháng 3 năm 1984) là đạo diễn phim truyện và phim tài liệu được xem là một trong những cánh chim đầu đàn của nền điện ảnh cách mạng Việt Nam. Là đạo diễn đầu tiên của miền Bắc Việt Nam được đào tạo bài bản ở nước ngoài, ông bắt đầu sự nghiệp đạo diễn với bộ phim Chung một dòng sông. Đây không chỉ là bộ phim truyện đầu tiên của miền Bắc Việt Nam sau năm 1954 mà còn là bộ phim truyện đầu tiên của điện ảnh cách mạng Việt Nam. Sau đó, tên tuổi của ông gắn liền với hàng loạt những bộ phim truyện thế hệ đầu của điện ảnh cách mạng Việt Nam cũng như các bộ phim tài liệu về đề tài Chủ tịch Hồ Chí Minh. Với những đóng góp của ông cho nền điện ảnh Việt Nam từ buổi đầu thành lập, ông được nhà nước Việt Nam truy tặng Giải thưởng Nhà nước về Văn học Nghệ thuật vào năm 2007 và danh hiệu Nghệ sĩ nhân dân vào năm 2012.

## Cuộc đời
Phạm Kỳ Nam còn có bút danh là Hiếu Dân, sinh ngày 27 tháng 6 năm 1928 tại làng Vẽ, xã Đông Ngạc, huyện Từ Liêm (nay là quận Bắc Từ Liêm), Hà Nội. Theo lời kể của con trai ông, từ nhỏ Phạm Kỳ Nam đã hiếu học và giỏi tiếng Pháp. Năm 1946, được chú ruột tài trợ vé máy bay, ông bắt đầu sang Pháp vừa học vừa làm. Sau 3 năm học tại trường đào tạo luật, ông quyết định bỏ dở và chuyển sang Institut des hautes études cinématographiques (IDHEC, còn gọi là Học viện Điện ảnh Pháp) để theo đuổi con đường nghệ thuật. Mặc dù theo học chuyên ngành đạo diễn điện ảnh, nhưng ông đã được đào tạo bài bản kiến thức tổng hợp về ánh sáng, bối cảnh, dựng phim và chỉ đạo diễn xuất.
Ngoài học tập, ông còn tích cực tham gia nhiều hoạt động của sinh viên Việt Nam tại Pháp. Năm 1952, Phạm Kỳ Nam tự nguyện tham gia Đảng Cộng sản Pháp. Năm 1955, ông trở về nước gia nhập Đảng Lao động Việt Nam (nay là Đảng Cộng sản Việt Nam). Cũng từ đây, ông bắt đầu sự nghiệp điện ảnh của mình tại Việt Nam cho đến khi qua đời đột ngột vào năm 1984 trong một chuyến đi công tác tại thành phố Hồ Chí Minh.

## Đạo diễn phim truyện
Năm 1955, sau khi chính phủ Việt Nam Dân chủ Cộng hòa tiếp quản Hà Nội, cơ quan điện ảnh được chuyển về đóng tại trại sen đầm xu của Pháp ở phố Hàng Thi. Sau khi tốt nghiệp Trường Điện ảnh IDHEC trở về nước, Phạm Kỳ Nam đã đến nhận việc tại cơ quan và bắt đầu sự nghiệp điện ảnh ở Việt Nam. Năm 1956, Doanh nghiệp quốc gia chiếu bóng và chụp ảnh Việt Nam được tách làm 2 bộ phận là Xưởng phim Việt Nam và Quốc doanh phát hành phim và chiếu bóng Việt Nam (nay là FAFIM Việt Nam). Phạm Kỳ Nam là một trong số các đạo diễn gắn bó với Xưởng phim Việt Nam từ những ngày đầu thành lập, cùng với các Nghệ sĩ nhân dân khác như Phạm Văn Khoa, Nguyễn Tiến Lợi.
Từ những ngày đầu thành lập Xưởng phim Việt Nam, công tác chuẩn bị cho việc làm phim truyện đã diễn ra rất sôi nổi trong nội bộ các văn nghệ sĩ. Riêng phòng phim truyện đã tiến hành một số hoạt động tập sự như sáng tác tiểu phẩm phim truyện. Đạo diễn Phạm Kỳ Nam đã cùng nhà quay phim Trần Thịnh và các diễn viên Tuệ Minh, Hòa Tâm dựng và quay tiểu phẩm về nữ anh hùng Võ Thị Sáu. Tiểu phẩm thứ 2 dựa trên truyện ngắn Thư nhà được giao cho đạo diễn Trần Công, quay phim Khương Mễ cùng các diễn viên Phi Nga, Huy Công. Đạo diễn Phạm Kỳ Nam tiếp tục thực hiện tiểu phẩm thứ 3 có tên Nhựa sống nói về hoạt động yêu nước của học sinh sinh viên nội thành Hà Nội thời gian tạm chiếm, hợp tác cùng quay phim Thẩm Võ Hoàng và các diễn viên Bích Vân, Trần Phương và Tự Huy.
Năm 1959 là năm ngành điện ảnh Việt Nam bắt đầu có những bước ngoặt phát triển mạnh mẽ với sự ra đời của Trường Điện ảnh Việt Nam, Nhà máy cơ khí điện ảnh, và Xưởng phim Việt Nam được tách thành Xưởng Phim truyện Việt Nam, Xưởng phim Hoạt họa và búp bê, Xưởng phim Thời sự, tài liệu Trung ương. Theo các nhà điện ảnh học và lý luận phê bình, tính từ năm 1959 cho đến nay, ngành phim truyện Việt Nam có thể chia làm 3 giai đoạn phát triển. Giai đoạn thứ nhất là từ 1959 đến 1964, được xem là giai đoạn hình thành phim truyện. Sau cuộc chiến giành lại độc lập với Pháp, dù đội ngũ điện ảnh vẫn còn non trẻ nhưng đã cho ra đời nhiều bộ phim hay, mang sức sống lâu bền trong đời sống xã hội cũng như gây tiếng vang ở các liên hoan phim quốc tế. Ở thời kỳ này, đạo diễn Phạm Kỳ Nam đã liên tiếp cho ra đời hàng loạt bộ phim như Chung một dòng sông, Vật kỷ niệm, Chị Tư Hậu và Biển lửa.
Giai đoạn thứ 2 là thời kỳ chiến tranh Việt Nam từ 1965 đến 1975. Đây là thời kỳ khó khăn của điện ảnh nói riêng và cả Việt Nam nói chung khi bước vào một cuộc chiến khốc liệt và kéo dài. Ở một số nước, trong thời kỳ chiến tranh, phim truyện thường ngừng sản xuất để nhường chỗ cho phim tài liệu. Nhưng với sự kiên trì của đội ngũ nghệ sĩ điện ảnh, phim truyện Việt Nam vẫn nối nhau ra đời trong giai đoạn này, bám sát các sự kiện gắn liền với cuộc sống và cuộc chiến. Trong thời kỳ này, đạo diễn Phạm Kỳ Nam cũng cho ra đời những bộ phim về chiến tranh như Tiền tuyến gọi, Đường về trận địa và Không nơi ẩn nấp. Giai đoạn thứ 3 bắt đầu từ năm 1975, sau khi Việt Nam thống nhất. Kể từ thời điểm này, lượng phim sản xuất hằng năm tại Việt Nam tăng mạnh từ khoảng 3 phim lên đến hơn 20 phim mỗi năm. Phạm Kỳ Nam cũng góp phần vào giai đoạn nhộn nhịp này với Chom và Sa và Tự thú trước bình minh.

### Những bộ phim đầu tiên

#### Chung một dòng sông
Năm 1958, kịch bản phim Chung một dòng sông được Xưởng phim truyện Việt Nam đưa vào sản xuất. Đây là phim truyện đầu tiên của miền Bắc Việt Nam sau năm 1954 và là bộ phim truyện đầu tiên của nền điện ảnh cách mạng Việt Nam. Phạm Kỳ Nam cùng với nhà làm phim tài liệu Nguyễn Hồng Nghi bắt đầu nghiên cứu kịch bản của Cao Đình Báu và Đào Xuân Tùng. Bộ phim tiến hành quay trong vòng 4 tháng kể từ tháng 2 năm 1959, do Phạm Kỳ Nam và Nguyễn Hồng Nghi cùng đảm nhiệm vai trò đạo diễn, Nguyễn Đắc là quay phim chính và Đào Đức đảm nhiệm vai trò họa sĩ thiết kế. Thời điểm này, Phạm Kỳ Nam là đạo diễn duy nhất của miền Bắc khi ấy được đào tạo bài bản ở nước ngoài, còn lại toàn bộ đoàn làm phim bao gồm Nguyễn Hồng Nghi đều từ chiến khu Việt Bắc và chủ yếu mới có kinh nghiệm sản xuất phim tài liệu, thời sự.
Bộ phim lấy bối cảnh sông Bến Hải sau hiệp định Genève này chính thức được công chiếu tại Việt Nam vào ngày 20 tháng 7 năm 1959, đúng vào dịp kỷ niệm 5 năm ngày ký kết hiệp định. Không chỉ được chiếu tại Liên hoan phim quốc tế Moskva lần thứ nhất cùng năm, bộ phim còn được lồng tiếng thuyết minh tiếng Trung, ra mắt trong Tuần phim Việt Nam tổ chức bởi Hội Hữu nghị Trung-Việt ở nhiều thành phố như Trường Xuân, Nam Ninh. Tại Liên hoan phim Việt Nam lần thứ 2 năm 1973, Chung một dòng sông đã nhận được Bông sen vàng cho phim truyện điện ảnh kỷ niệm 20 năm điện ảnh cách mạng Việt Nam. Mặc dù bộ phim đạt được sự chú ý và thành công nhất định, nhưng bản thân đạo diễn Nguyễn Hồng Nghi vẫn tự phê bình "tính tư tưởng của tác phẩm thì khá phong phú, nhưng tính nghệ thuật thì lại chưa đủ". Tuy vậy với Chung một dòng sông, loại hình phim truyện Việt Nam ra đời.

#### Vật kỷ niệm
Sau khi hoàn thành Chung một dòng sông, Phạm Kỳ Nam tiếp tục hợp tác với đạo diễn Nguyễn Hồng Nghi thực hiện bộ phim Vật kỷ niệm do Hồng Lực và Đào Xuân Tùng viết kịch bản dựa trên truyện ngắn "Vật kỷ niệm của người đã khuất" của tác giả Cường Tráng và Văn Ngữ. Bộ phim còn có sự tham gia của nhà quay phim Nguyễn Đắc, nhạc sĩ Doãn Nho cùng các diễn viên Phi Nga, Trung Tín, Minh Trị. Khi công chiếu, Vật kỷ niệm đã gây xúc động mạnh cho người xem và rất được khán giả hoan nghênh. Đạo diễn Huy Thành lúc bấy giờ đang theo học khóa 1 Trường Điện ảnh Việt Nam đã viết một bài phê bình đăng lên Tạp chí Văn nghệ tháng 4 năm 1961; trong đó có một đoạn:
| “           | ...Có thể nói rằng phim Vật kỷ niệm là một bước chuyển đầu tiên rất đáng kể trong phim truyện của ta; cái dụng ý tuyên truyền không lộ liễu nữa; tính tư tưởng, tính giáo dục lặn xuống sâu hơn, thoải mái hơn; người xem phim tưởng như chỉ xem một câu chuyện mà câu chuyện đó lại lay động tâm hồn, nâng cao suy nghĩ của người xem... | ” |
| — Huy Thành | |   |

Ngoài Vật kỷ niệm, điện ảnh cách mạng Việt Nam chỉ sản xuất được 2 phim khác trong năm 1960 là Cô gái nông trường của đạo diễn Nguyễn Tiến Lợi và Vườn cam của đạo diễn Phạm Văn Khoa. Mặc dù bộ phim truyện thứ hai của Phạm Kỳ Nam đã được đánh giá cao hơn 2 bộ phim còn lại nhưng vẫn có nhiều khuyết điểm so với Chung một dòng sông. Sau khi công chiếu tại Việt Nam, bộ phim tiếp tục ra mắt khán giả Liên Xô với tên Сувенир погибшего. Năm 1962, bộ phim được lồng tiếng, thêm phụ đề và công chiếu cho khán giả Trung Quốc với tên 纪念品.

### Liên tiếp các bộ phim đạt giải

#### Chị Tư Hậu
Năm 1962, Phạm Kỳ Nam bắt đầu thực hiện bộ phim Chị Tư Hậu. Kịch bản do nhà văn Bùi Đức Ái thực hiện dựa trên chính tác phẩm của mình là truyện ngắn "Một truyện chép ở bệnh viện" được viết từ năm 1959. Bộ phim có sự tham gia của nhà quay phim Nguyễn Khánh Dư, họa sĩ Lê Thanh Đức, nhạc sĩ Trần Ngọc Xương cùng nhiều diễn viên như Trà Giang, Ba Du, Trần Phương, Nguyễn Văn Của. Mặc dù được quay tại miền Bắc, nhưng bộ phim lại lấy bối cảnh vùng Nam Bộ sau trận càn của quân đội Hoa Kỳ tại Bãi Sao. Phim kể về chị Tư Hậu, một người phụ nữ làm nghề đỡ đẻ ở vùng ven biển miền Nam, đã vượt lên bi kịch cá nhân, giác ngộ và vận động mọi người đi theo cách mạng. Để có được những cảnh phim phù hợp, đạo diễn Phạm Kỳ Nam đã phải đi khảo sát nhiều nơi từ Móng Cái đến Quảng Bình để tìm được bối cảnh rừng đước như trong mô tả của truyện ngắn. Việc chọn diễn viên cũng mất nhiều thời gian để tìm được khuôn mặt phù hợp với bối cảnh miền Nam. Cuối cùng, vai nữ chính được giao cho Trà Giang – nữ diễn viên sinh ra ở Phan Thiết và tập kết ra Bắc vào năm 12 tuổi.
Nữ diễn viên Trà Giang đã thành công khắc họa được sự đau khổ và kiên cường của người phụ nữ Việt Nam, đồng thời tạo nên một nhân vật mang tính biểu tượng. Để nhấn mạnh những điểm như vậy, đạo diễn Phạm Kỳ Nam đã thiết kế những góc quay đặc biệt trong việc kể lại câu chuyện của chị Hậu, biến câu chuyện của một cá nhân thành câu chuyện của dân tộc. Bộ phim sau khi hoàn thành đã được gửi tham dự Liên hoan phim quốc tế Moskva và được trao Giải Bạc. Đây là giải thưởng cao đầu tiên mà phim truyện Việt Nam nhận được tại liên hoan phim này. Mười năm sau tại Liên hoan phim Việt Nam lần thứ 2, bộ phim tiếp tục nhận được giải Bông sen vàng nhân kỷ niệm 20 năm Điện ảnh Cách mạng Việt Nam. Về mặt chuyển thể các tác phẩm văn học thành phim, Chị Tư Hậu được xem là trường hợp thành công nhất. Phim vẫn trung thành thành với tác phẩm văn học, nhưng đồng thời vẫn là một giá trị điện ảnh độc lập. Không chỉ là một trong những bộ phim được đánh giá cao thời bấy giờ, đến nay Chị Tư Hậu vẫn là một bộ phim truyện được xem là kinh điển của điện ảnh cách mạng Việt Nam.

#### Biển lửa
Năm 1964, Phạm Kỳ Nam hợp tác cùng Lê Đăng Thực bắt tay vào thực hiện bộ phim Biển lửa, dựa trên kịch bản của nhà văn Phù Thăng – một nhà văn cốt cán của quân đội. Phù Thăng đã mất 2 năm để hoàn thành kịch bản phim miêu tả lại cuộc chiến của quân dân Việt Nam tấn công sân bay Cát Bi trong Chiến dịch Điện Biên Phủ, trong đó hình ảnh Tỉnh đội trưởng Đặng được lấy nguyên mẫu từ Trung tướng Đặng Kinh – người chỉ huy đã làm nên tên tuổi từ trận chiến này. Biển lửa là tác phẩm văn học điện ảnh đầu tay của Phù Thăng được lấy cảm hứng từ thực tế khi ông tham gia trận Cát Bi với vai trò lính trinh sát, cũng từ đây mà ông trở thành biên kịch, biên tập chuyên nghiệp cho Xưởng Phim truyện Việt Nam. Khi thực hiện bộ phim này, Phạm Kỳ Nam đã có nhiều kinh nghiệm với phim truyện, trong khi Lê Đăng Thực chỉ vừa tốt nghiệp Đại học Điện ảnh Liên Xô (VGIK) và lần đầu tham gia làm phim. Đoàn làm phim còn có sự tham gia của nhà quay phim Khánh Dư, họa sĩ Lê Thanh Đức và nhạc sĩ Trọng Bằng, cùng các diễn viên Huy Công, Hà Văn Trọng, Thanh Tú, Trịnh Thịnh, Ngọc Lan, Đoàn Dũng.
Đây cũng là thời điểm Phạm Kỳ Nam gặp được nữ diễn viên Thanh Tú – người sau này trở thành vợ thứ hai sau này của ông. Trước khi nhận được vai chính điện ảnh đầu tiên trong Biển lửa, Thanh Tú đã tốt nghiệp Đại học Sân khấu Hà Nội và đầu quân về công tác tại Nhà hát Kịch Hà Nội. Đây là bộ phim tạo bước đệm để bà tham gia vào ngành điện ảnh. Năm 1966, bộ phim hoàn thành, sau đó không lâu thì Phạm Kỳ Nam kết hôn cùng Thanh Tú. Biển lửa được xem là bộ phim có công tác thiết kế kỹ thuật công phu nhất, hiệu quả nhất về mặt tạo hình tính đến thời điểm bấy giờ. Đoàn làm phim không chỉ dựng lên một sân bay giả cỡ lớn trong trường quay, có sở chỉ huy, có máy bay cất cánh và hạ cánh, mà còn tiến hành cải tạo hàng chục máy bay dân dụng của quân đội Việt Nam thành máy bay quân sự của Pháp để làm mồi cho các chiến sĩ đặc công đốt phá. Tất cả đã được họa sĩ Lê Thanh Đức khắc họa với trình độ nghệ thuật tinh vi để đạt được mức độ chân thực nhất. Tại Liên hoan phim Việt Nam lần đầu tiên được tổ chức tại Hà Nội năm 1970, bộ phim đã giành được Bông sen Bạc.

### Tập trung vào đề tài chiến tranh
Nối tiếp bộ phim Biển lửa, đạo diễn Phạm Kỳ Nam liên tiếp cho ra đời những tác phẩm điện ảnh về bối cảnh Việt Nam trong chiến tranh. Đường về trận địa vốn là một vở kịch chèo của hai soạn giả Hoài Giao và Tào Mạt được ra mắt khán giả vào năm 1966. Vở kịch này đã trở thành một hình mẫu chèo ngắn cho phong trào chèo nhiều năm sau đó. Sau khi thành công trên sân khấu kịch, kịch bản vở chèo đã được Phạm Kỳ Nam đưa lên màn ảnh. Chèo là hình thức ca kịch khác hẳn kịch sân khấu, nghệ thuật chèo vốn rất cách điệu, khoa trương. Trong quá trình dựng phim, đạo diễn Phạm Kỳ Nam đã tôn trọng nguyên mẫu nghệ thuật chèo, chỉ thêm bớt một số yếu tố cho phù hợp với điện ảnh như vận dụng cảnh quay, cách dựng phim xen kẽ động tác và lời nói. Bộ phim sân khấu ngắn này đã hoàn thành và ra mắt khán giả vào năm 1967.

#### Tiền tuyến gọi
Năm 1969, Phạm Kỳ Nam tiếp tục thực hiện bộ phim Tiền tuyến gọi. Nguyên gốc văn học của tác phẩm là vở kịch cùng tên của tác giả Trần Quán Anh. Vốn là một bác sĩ chuyên nghiệp, Trần Quán Anh đã chọn đúng chủ đề quan trọng và cấp thiết đặt ra cho ngành y trong giai đoạn chiến tranh, thông qua giải quyết vấn đề của ngành y mà liên hệ đến cuộc sống, qua đó nêu bật lên chủ đề về hoạt động và lẽ sống của con người trong chiến tranh. Vì chủ đề rất phù hợp với bối cảnh lịch sử lúc bấy giờ, ngay sau khi vở kịch được trình diễn tại sân khấu Thủ đô, đạo diễn Phạm Kỳ Nam đã cùng Trần Quán Anh cải biên lại thành kịch bản điện ảnh. Trong quá trình cải biên, đạo diễn Phạm Kỳ Nam đã điện ảnh hóa những yếu tố chỉ vốn dĩ chỉ thuộc về sân khấu kịch mà không phù hợp với điện ảnh. Kịch bản bộ phim đã nhận được giải Apsara vàng tại Liên hoan phim quốc tế Phnôm Pênh.
Về phong cách làm phim, đạo diễn Phạm Kỳ Nam đã giữ vững phong cách cổ điển của mình ở phần đầu phim. Đối với phần sau bộ phim lấy bối cảnh tuyến lửa khu 4, ông dần chuyển sang phong cách dựng phim tài liệu. Với sự hỗ trợ của nhà quay phim Lưu Xuân Thư, ông đã giải quyết tốt việc tạo dựng những cảnh ở Hà Nội, đặc biệt là hình ảnh một gia đình trí thức nền nếp, gia giáo của giáo sư Nghị. Mặc dù còn một số nhược điểm vốn phổ biến với dòng phim truyện trong giai đoạn chiến tranh, bộ phim sau đó đã được Bông sen bạc tại Liên hoan phim Việt Nam lần thứ 2 năm 1973 và giúp đạo diễn Phạm Kỳ Nam nhận được giải Đạo diễn xuất sắc nhất cho phim truyện điện ảnh. Bộ phim không chỉ xuất hiện tại Liên hoan phim quốc tế Moskva với tên gọi Фронт зовёт, mà còn được công chiếu tại nhiều quốc gia khác như Trung Quốc (tiếng Trung: 前方的召唤; nghĩa đen 'Tiền phương vẫy gọi'), Tiệp Khắc (tiếng Séc: Hlas minulosti), Hungary (tiếng Hungary: Orvosok a tűzvonalban).

#### Không nơi ẩn nấp
Năm 1971, Phạm Kỳ Nam bắt tay vào thực hiện bộ phim Không nơi ẩn nấp, dựa trên kịch bản của nhà văn Lê Tri Kỷ. Bộ phim nói về một nhóm biệt kích của lực lượng Việt Nam Cộng hòa đã cải trang thành bộ đội Quân đội nhân dân Việt Nam để trà trộn vào trong nhân dân sau khi đổ bộ ra miền Bắc. Từ đây đã nổ ra cuộc chiến giữa lực lượng an ninh và quần chúng nhân dân miền Bắc Việt Nam với những tên gián điệp nguy hiểm đang âm mưu chống phá chế độ ở miền Bắc. Đây là một tác phẩm điện ảnh trinh thám hành động – thể loại không phải sở trường của một đạo diễn chuyên mảng phim tâm lý như Phạm Kỳ Nam. Đó cũng là một trong những nguyên nhân khiến bộ phim dài 12 cuốn này không tạo nên được tiếng vang. Bộ phim bị đánh giá là thể hiện quá nhiều sự kiện, bố cục rườm rà và không hấp dẫn. Tuy nhiên, bộ phim vẫn nhận được Bằng khen tại Liên hoan phim Việt Nam lần thứ 2 và được xem là một trong những phim điện ảnh trinh thám đặc sắc.

### Sau ngày thống nhất

#### Chom và Sa
Những năm đầu thập niên 1970 trong bối cảnh cuộc chiến tranh tại Việt Nam đang ở đỉnh cao, đạo diễn Phạm Kỳ Nam chủ yếu tập trung vào mảng phim tài liệu để ghi lại những sự kiện lịch sử. Cho đến sau khi Việt Nam kết thúc chiến tranh vào năm 1975, ông mới dần quay về với mảng phim truyện. Bộ phim Chom và Sa của ông là một trong số ít những bộ phim truyện Việt Nam về đề tài miền núi và dân tộc thiểu số. Đây cũng là tác phẩm mà ông thử sức với đề tài thiếu nhi. Trong bộ phim này, ông đã kết hợp nhân vật với thiên nhiên, muông thú, gợi nên một khung cảnh huyền thoại gần gũi với trẻ em. Tên của bộ phim được lấy từ 2 em bé trong bộ phim là Lò Văn Chom và Lò Thị Sa. Tính cách của hai nhân vật đều được các tác giả khắc họa rất đậm nét, như một cách tượng trưng cho trẻ em Tây Bắc nói riêng và người dân Tây Bắc nói chung trong bối cảnh chiến tranh khốc liệt. Bộ phim sau đó đã giành được giải Con voi bạc tại Liên hoan phim thiếu nhi quốc tế diễn ra tại Bombay, Ấn Độ năm 1979.
Năm 1980, trong một chuyến công tác đến Paris, nhà quay phim Thẩm Võ Hoàng đã mang 3 cuộn phim nhựa sang cho Đại sứ quán Việt Nam tại Pháp. Trong chuyến đi, Thẩm Võ Hoàng đã đến thăm nhà đạo diễn Lê Lâm. Sau khi biết đây là những cuộn phim của Chom và Sa do Phạm Kỳ Nam đạo diễn, Lê Lâm đã ngỏ lời muốn nhà quay phim Thẩm Võ Hoàng để lại cho ông những thước phim này để ông mang đi giới thiệu tại Liên hoan phim Cannes. Sau khi nhận được sự đồng ý của nhà quay phim Thẩm Võ Hoàng, đạo diễn Lê Lâm tiếp tục thành công thuyết phục ban tổ chức Liên hoan phim Cannes cho trình chiếu bộ phim. Vì không có chuẩn bị phụ đề hay thuyết minh từ trước, đạo diễn Lê Lâm đã tự mình cầm micro dịch trực tiếp từ tiếng Việt sang tiếng Pháp để phục vụ khán giả tại liên hoan phim.
Lúc bấy giờ, việc một bộ phim Việt Nam được trình chiếu tại các festival hay liên hoan phim châu Âu ngoài khối Liên Xô là cực kỳ hiếm. Chom và Sa đã trở thành bộ phim Việt Nam được quảng bá tại Liên hoan phim Cannes, cũng là bộ phim Việt Nam đầu tiên được công chiếu tại một liên hoan phim lớn của phương Tây ngoài khối Liên Xô. Không chỉ được trình chiếu tại liên hoan phim, Chom và Sa còn có mặt tại Viện lưu trữ phim quốc gia Pháp, dù lúc bấy giờ Việt Nam vẫn chưa có quan hệ mua bán, trao đổi phim với Pháp. Người phụ trách Viện cho biết, ông đã mua bộ phim này ở một trung tâm trao đổi phim quốc tế vì nó chứa đựng chủ nghĩa nhân đạo rất cao. Năm 1982, bộ phim tiếp tục giành được Giải Bạc tại Liên hoan phim ba châu lục được tổ chức tại thành phố Nantes của Pháp.

#### Một số bộ phim khác
Sau khi đất nước tái lập hòa bình, các nghệ sĩ điện ảnh Việt Nam lao vào làm phim về các đề tài xã hội. Sau nhiều năm nghiền ngẫm và chuẩn bị, Phạm Kỳ Nam bắt tay thực hiện bộ phim Tự thú trước bình minh theo kịch bản của Nguyễn Khắc Phục. Năm 1979, bộ phim được ra mắt. Đây là bộ phim đầu tiên được quay hầu như toàn bộ tại Nha Trang, cũng là bộ phim đầu tiên về thành phố biển này. Bộ phim xoay quanh những biến động lớn nhỏ của thời cuộc và trong mỗi gia đình vào tháng 4 năm 1975, trước khi chiến tranh Việt Nam kết thúc. Đạo diễn Phạm Kỳ Nam đã thể hiện trình độ của mình trong chỉ đạo sản xuất, trong kết cấu câu chuyện cũng như trong dựng phim. Đây được xem là một bộ phim hoàn chỉnh sự nghiệp đạo diễn của ông. Với Chị Tư Hậu, Tiền tuyến gọi và Tự thú trước bình minh, ông đã có cho mình 3 bộ phim thành công nhất sự nghiệp sáng tác của mình. Năm 2011, nhân dịp kỷ niệm sự kiện 30 tháng 4 năm 1975, các hãng phim lớn đã phát hành một số bộ phim nổi bật của điện ảnh Việt Nam dưới dạng DVD. Trong 8 bộ phim được phát hành, đạo diễn Phạm Kỳ Nam có 2 bộ phim được phát hành là Không nơi ẩn nấp và Tự thú trước bình minh.
Năm 1983, đạo diễn Phạm Kỳ Nam đã hợp tác cùng đạo diễn người Lào Somchith Pholsena để thực hiện bộ phim Siengpeun Chak Thonghai (Tiếng súng trên đồng chậu). Đây là một trong những số ít bộ phim Lào trước những năm 2000 còn được lưu giữ đến bây giờ. Được sản xuất nhân dịp kỷ niệm 10 năm ngày Cách mạng Lào do Bộ Thông tin hai nước Lào và Việt Nam hợp tác sản xuất, Siengpeun Chak Thonghai là bộ phim truyện Lào đầu tiên được sản xuất kể từ năm 1975. Bộ phim được chuyển thể từ tiểu thuyết "Kong Pham Thi Song" của tác giả Souvanthonc, gợi lại những sự kiện lịch sử của Cách mạng Lào, đặc biệt là cuộc đàm phán dẫn đến việc chia rẽ các phe đối lập: Pathet Lào (Đảng Nhân dân Cách mạng Lào) và lực lượng bảo hoàng. Bộ phim ra mắt khán giả Lào từ năm 1983, nhưng đến năm 2015, bộ phim mới được công chiếu rộng rãi tại Liên hoan Quốc tế Điện ảnh Châu Á Vesoul tổ chức tại Vesoul, Pháp.

## Nhà làm phim tài liệu

### Nguyễn Ái Quốc – Hồ Chí MinhvàNgày độc lập 2/9/1945

#### Thu thập tư liệu
Sau khi Việt Nam và Hoa Kỳ ký hiệp định Paris 1973 về việc chấm dứt chiến tranh và tái lập hòa bình tại Việt Nam, Phạm Kỳ Nam đã có cơ hội được thực hiện bộ phim tài liệu mà ông ấp ủ nhiều năm về thời gian Chủ tịch Hồ Chí Minh ở Pháp vào những năm 1920. Năm 1974, đoàn công tác gồm đạo diễn Phạm Kỳ Nam, biên kịch Hồng Hà và nhà quay phim Nguyễn Như Ái được Bộ Văn hóa cử sang các nước Pháp, Anh và Ý để thu thập tài liệu thực hiện bộ phim Nguyễn Ái Quốc – Hồ Chí Minh. Tại Paris, đoàn đã đến ngôi nhà số 9 ngõ Compoint, quận 17 Paris – nơi người thanh niên Nguyễn Ái Quốc từng sống và hoạt động cách mạng từ năm 1921 đến 1923 – để quay chụp và lấy tư liệu. Lúc bấy giờ, ngôi nhà có thể sắp bị phá dỡ nên đoàn đã ghi chép rất tỉ mỉ để có thể làm tư liệu cho việc dựng phim truyện sau này. Một địa điểm khác mà đoàn đến quay là ngôi nhà số 3 phố Marché des Patriarches – trụ sở Hội liên hiệp các dân tộc cùng khổ và báo Người cùng khổ.
Năm 1920, Nguyễn Ái Quốc là người Đông Dương duy nhất tham dự Đại hội toàn quốc lần thứ 18 Đảng xã hội Pháp tại thành phố Tours. Trong chuyến công tác này, đoàn làm phim đã sưu tầm được đoạn phim quay cảnh đoàn đại biểu bước vào phòng họp và khẩu hiệu "Vô sản tất cả các nước đoàn kết lại!" phía sau Đoàn Chủ tịch Đại hội. Đây là những thước phim quý bởi lúc bấy giờ, phòng họp của đại hội đã trở thành một vườn hoa. Hơn 30 mét phim đã được đoàn công tác của Phạm Kỳ Nam mua lại với giá không hề rẻ. Trước khi lên đường sang châu Âu, đoàn làm phim đã được Tổng Bí thư Trường Chinh giao nhiệm vụ tìm kiếm thước phim tài liệu quay lại khung cảnh ngày 2 tháng 9 năm 1945 khi Hồ Chủ tịch đọc bản Tuyên ngôn độc lập tại Quảng trường Ba Đình, Hà Nội. Khi đã sắp hoàn thành công việc thu thập tư liệu ở Pháp, một người lạ đã gửi tặng đoàn công tác những thước phim vô cùng quý giá về khung cảnh Quảng trường Ba Đình năm ấy, nhưng trong lúc vội vàng, đạo diễn Phạm Kỳ Nam đã không hỏi rõ nguồn gốc của cuộn phim.

#### Dựng phim
Theo thông tin từ Nghệ sĩ nhân dân Nguyễn Như Vũ – con trai của nhà quay phim Nguyễn Như Ái, đồng thời là nguyên Tổng Giám đốc Hãng phim Tài liệu Khoa học Việt Nam, đoàn công tác của đạo diễn Phạm Kỳ Nam còn tìm được 3 thước phim về Đông Dương giai đoạn này nhờ sự hỗ trợ của đạo diễn người Ba Lan Joris Ivens. Một trong ba thước phim đã ghi lại khung cảnh Hà Nội vào ngày độc lập, từ hình ảnh người dân cầm biểu ngữ, đoàn xe tiến vào Quảng trường cho đến hình ảnh Chủ tịch Hồ Chí Minh trên lễ đài. Dựa trên những thước phim ít ỏi đó, đạo diễn Phạm Kỳ Nam và đạo diễn hình ảnh Lê Mạnh Thích đã bắt tay vào trau chuốt lại và dựng nên bộ phim tài liệu Ngày độc lập 2/9/1945. Bên cạnh những thước phim tài liệu tìm được, nhà quay phim Nguyễn Như Ái còn quay bổ sung những địa điểm quan trọng như Ngôi nhà số 48 Hàng Ngang – nơi Hồ Chí Minh viết Tuyên ngôn độc lập, cảnh lá cờ tung bay trong gió được quay trên nóc Sân vận động Hà Nội, cùng nhiều cảnh đẹp trên khắp cả nước.
Bộ phim chỉ dài khoảng 15 phút với những cảnh quay đơn giản, ngôn ngữ hình ảnh chắt lọc, cùng hàng loạt những bài hát quen thuộc đối với quân dân Việt Nam như Du kích ca (Đỗ Nhuận), Cùng nhau đi hồng binh (Đinh Nhu), Tiến quân ca, Chiến sĩ Việt Nam (đều của Văn Cao), và kết thúc với lời bình, lời quốc dân tuyên thệ và đặc biệt là giọng đọc của Chủ tịch Hồ Chí Minh. Xưởng phim Tài liệu Trung ương đã gấp rút sản xuất bộ phim và cho ra mắt khán giả vào đúng dịp lễ kỷ niệm 30 năm Ngày Quốc khánh Việt Nam năm 1975. Những thước phim đen trắng này thường xuyên xuất hiện trên truyền hình quốc gia vào dịp Quốc khánh Việt Nam. Từ đây, Phạm Kỳ Nam trở nên nổi tiếng trong nhân dân với tư cách là đạo diễn, người đã có cho đất nước những thước phim có giá trị nhất về sự ra đời của Việt Nam độc lập.
Trong khoảng thời gian này, bộ phim Nguyễn Ái Quốc – Hồ Chí Minh về chặng đường hoạt động cách mạng người thanh niên Nguyễn Ái Quốc từ năm 1917 đến năm 1923 cũng được đưa vào sản xuất và hoàn thiện. Bộ phim cũng được hoàn thành và cho ra mắt khán giả Việt Nam trong tháng 5 năm 1975 để kỷ niệm 45 năm ngày thành lập Đảng Lao động Việt Nam, 85 năm ngày sinh của Hồ Chủ tịch và 30 năm ngày thành lập nước Việt Nam Dân chủ Cộng hòa. Cả hai bộ phim Nguyễn Ái Quốc – Hồ Chí Minh và Ngày độc lập 2/9/1945 đều đánh dấu một bước tiến lớn của điện ảnh Việt Nam trong việc thực hiện và xây dựng phim tài liệu về Đảng Cộng sản Việt Nam, Chủ tịch Hồ Chí Minh cũng như các lãnh đạo đương thời. Riêng bộ phim Nguyễn Ái Quốc – Hồ Chí Minh đã sử dụng sáng tạo cấu trúc thủ pháp thể hiện: Quá khứ, hiện tại, thời gian, không gian được đồng hiện, đan xen để thể hiện nhịp điệu, tiết tấu cho tác phẩm. Bộ phim đã mở đầu cho hàng loạt phim tài liệu về những chặng đường hoạt động của Hồ Chủ tịch ở nước ngoài, được tiếp tục thực hiện khi Việt Nam đã thống nhất.

### Miền Nam trong trái tim tôi
Từ năm 1960, Phạm Kỳ Nam đã hợp tác cùng đạo diễn Nguyễn Hồng Nghi và nhà quay phim Nguyễn Như Ái để thực hiện bộ phim tài liệu về đời hoạt động của Chủ tịch Hồ Chí Minh. Sau đó bộ phim đã giành được giải Bông sen vàng nhân kỷ niệm 20 năm Điện ảnh Cách mạng Việt Nam. Đến những năm đầu thập niên 1970, ở đỉnh cao của Chiến tranh Đông Dương lần thứ hai, đạo diễn Phạm Kỳ Nam đã chuyển trọng tâm sang mảng phim tài liệu về các sự kiện thời sự. Bộ phim tài liệu Nguyễn Thái Bình của ông được nhắc đến trong Từ điển Điện ảnh bách khoa toàn thư của Liên Xô với tựa đề Việt Nam Nguyễn Thái Bình (Вьетнамец Нгуен Тхай Бинь) cùng với Nguyễn Ái Quốc – Hồ Chí Minh (Нгуен Аи Куок - Хо Ши Мин) và Miền Nam trong trái tim tôi (Вьетнам в сердце моём).
Cũng trong chuyến đi sang các nước châu Âu, đoàn công tác của Phạm Kỳ Nam đã được một Việt kiều Pháp là họa sĩ Mai Trung Thứ cung cấp những tư liệu về chuyến sang Pháp của Hồ Chủ tịch năm 1946 để đấu tranh trên bàn ngoại giao cho nền độc lập tự chủ của Việt Nam. Trong chuyến thăm Pháp, Hồ Chủ tịch đã có câu nói "Miền Nam trong trái tim tôi". Đạo diễn Phạm Kỳ Nam đã lấy chính câu nói này làm tiêu đề cho bộ phim tài liệu mới. Với bộ phim Miền Nam trong trái tim tôi, đây là lần đầu tiên điện ảnh tài liệu Việt Nam có được một số tư liệu lớn quay hình ảnh Chủ tịch Hồ Chí Minh và những tư liệu quý về ông sưu tầm được ở nước ngoài. Đây cũng là nguồn tài liệu quan trọng để Việt Nam thực hiện những bộ phim tài liệu về vị lãnh tụ này. Tác phẩm này không chỉ giành được Bông sen bạc tại Liên hoan phim Việt Nam lần thứ 4 năm 1977, mà còn giúp đạo diễn Phạm Kỳ Nam chiến thắng tại hạng mục Đạo diễn xuất sắc nhất cho phim tài liệu.

## Phong cách làm phim
Đạo diễn Phạm Kỳ Nam được đánh giá là một người không quá hay đắn đo trong việc chọn cho mình một đề tài làm phim; từ làm phim theo kịch sân khấu, kịch chèo cho đến làm phim thể loại tâm lý, hành động. Tuy nhiên, ông lại là người kỹ tính và thường đặt ra yêu cầu cao với những bộ phim mình làm, từ kịch bản cho đến nhạc sĩ, diễn viên. Trong giai đoạn cuộc chiến với Hoa Kỳ đang diễn ra ác liệt, B52 thường xuyên đánh phá Hà Nội, việc làm phim bị ảnh hưởng lớn. Nhưng với tay nghề và trách nhiệm của mình, đạo diễn Phạm Kỳ Nam vẫn cho ra đời nhiều bộ phim có chất lượng tốt, được dư luận chú ý, dù biết trước nó sẽ không quá thành công. Đối với những bộ phim được chuyển thể từ tác phẩm văn học, ông thường trung thành với phong cách của tác phẩm nguyên bản khi đưa lên phim. Tuy nhiên, ông chỉ lấy ý tưởng cốt lõi ở tác phẩm văn học để biểu hiện bằng ngôn ngữ điện ảnh. Theo đánh giá và nghiên cứu của tiến sĩ Ngô Phương Lan, nhờ vào việc được đào tạo một cách bài bản tại trường điện ảnh IDHEC mà đạo diễn Phạm Kỳ Nam có thể kết hợp cả tính dân tộc và tính hiện đại vào các tác phẩm khi đưa hiện thực cuộc sống, chiến đấu và những hình tượng đậm chất Việt Nam lên màn ảnh bằng những thủ pháp mới mẻ, có sức biểu cảm cao.

## Đời tư
Phạm Kỳ Nam từng có một cuộc hôn nhân với nghệ sĩ piano Nguyễn Phương Nghi và có một người con trai là họa sĩ Phạm Quốc Trung (sinh năm 1958). Về sau Phạm Quốc Trung nối nghiệp cha mẹ bước chân vào con đường nghệ thuật, tham gia sản xuất nhiều bộ phim chiến tranh nổi tiếng như Người đàn bà mộng du, Mùi cỏ cháy. Từng nhận được giải Họa sĩ xuất sắc cùng hàng loạt bộ phim như Trở về, Hà Nội mùa đông năm 46, Đừng đốt (đều của đạo diễn Đặng Nhật Minh), Những người thợ xẻ (đạo diễn Vương Đức), anh được phong danh hiệu Nghệ sĩ ưu tú vào năm 2001 và Nghệ sĩ nhân dân vào năm 2012 – cùng đợt với việc truy tặng danh hiệu này cho đạo diễn Phạm Kỳ Nam.
Năm 1966, sau khi hoàn thành bộ phim Biển lửa, Phạm Kỳ Nam kết hôn cùng diễn viên Thanh Tú kém ông 14 tuổi. Hai người quen nhau từ năm 1964, khoảng 3 năm sau khi Phạm Kỳ Nam chia tay người vợ đầu tiên, và có một người con chung là Phạm Hồng Nhật. Tuy nhiên cuộc hôn nhân này cũng chỉ kéo dài 12 năm và chính thức chấm dứt vào năm 1978 sau khi hai người ly thân một thời gian. Theo lời kể của nghệ sĩ Thanh Tú, lần cuối hai người gặp mặt là vào tháng 2 năm 1984, trước khi bà lên đường vào thành phố Hồ Chí Minh công tác, và một thời gian ngắn trước khi đạo diễn Phạm Kỳ Nam qua đời vì đột tử. Lúc bấy giờ, Hồng Nhật chỉ khoảng 14 tuổi và vừa sang Pháp du học được 1 năm.

## Tác phẩm

### Phim truyện
| Năm  | Phim                      | Đồng đạo diễn                 | Biên kịch                   | Quay phim                                 | Chú   | Nguồn           |
| ---- | ------------------------- | ----------------------------- | --------------------------- | ----------------------------------------- | ----- | --------------- |
| 1959 | Chung một dòng sông       | NSND Nguyễn Hồng Nghi         | Cao Đình Báu, Đào Xuân Tùng | Nguyễn Đắc                                |       | [ 116 ] [ 117 ] |
| 1960 | Vật kỷ niệm               | NSND Nguyễn Hồng Nghi         | Hồng Lực, Đào Xuân Tùng     | Nguyễn Đắc                                |       | [ 36 ] [ 118 ]  |
| 1963 | Chị Tư Hậu                | Nguyễn Văn Của (phó đạo diễn) | Bùi Đức Ái                  | NSND Nguyễn Khánh Dư                      | [ d ] | [ 119 ] [ 120 ] |
| 1966 | Biển lửa                  | NGND Lê Đăng Thực             | Phù Thăng                   | NSND Nguyễn Khánh Dư                      |       | [ 121 ] [ 122 ] |
| 1967 | Cô giáo Hạnh              | NSƯT Vũ Phạm Từ               | NSƯT Vũ Phạm Từ             |                                           | [ e ] | [ 123 ] [ 124 ] |
| 1967 | Đường về trận địa         |                               | Hoài Giao, Tào Mạt          |                                           | [ f ] | [ 125 ]         |
| 1969 | Tiền tuyến gọi            | Quốc Long                     | Phạm Kỳ Nam                 | - NSƯT Lưu Xuân Thư - Phạm Thiện Thuyết   | [ g ] | [ 109 ]         |
| 1971 | Không nơi ẩn nấp          |                               | Lê Tri Kỷ                   | NSND Nguyễn Đăng Bảy                      |       | [ 126 ]         |
| 1978 | Chom và Sa                |                               | Cẩm Kỳ, Phạm Kỳ Nam         | Phạm Thiện Thuyết                         | [ h ] | [ 127 ]         |
| 1979 | Tự thú trước bình minh    |                               | Nguyễn Khắc Phục            | - NSND Trần Thế Dân - Đỗ Vân, Nguyễn Dũng |       | [ 128 ]         |
| 1983 | Tiếng súng trên đồng chậu | Somchith Pholsena             | Souvanthonc                 |                                           | [ i ] | [ 93 ] [ 129 ]  |

### Phim tài liệu
| Năm  | Phim                                          | Đồng đạo diễn         | Biên kịch                         | Quay phim                         | Nguồn           |
| ---- | --------------------------------------------- | --------------------- | --------------------------------- | --------------------------------- | --------------- |
| 1960 | Vài hình ảnh về đời hoạt động của Hồ Chủ tịch | NSND Nguyễn Hồng Nghi | —                                 | Nguyễn Như Ái                     | [ 130 ] [ 131 ] |
| 1973 | Nguyễn Thái Bình                              |                       | Dương Linh                        | NSƯT Khương Mễ                    | [ 132 ]         |
| 1975 | Ngày độc lập 2/9/1945                         | NSND Lê Mạnh Thích    | —                                 | Ẩn danh                           | [ 133 ] [ 134 ] |
| 1975 | Nguyễn Ái Quốc – Hồ Chí Minh                  |                       | Hồng Hà                           | Nguyễn Như Ái                     | [ 135 ]         |
| 1976 | Miền Nam trong trái tim tôi                   |                       | - Mai Trung Thứ - Nguyễn Quý Huân | - Nguyễn Như Ái - Phạm Đình Thăng | [ 136 ]         |

## Thành tựu

### Danh hiệu
- Nghệ sĩ ưu tú (1984)[137][138]
- Nghệ sĩ nhân dân (2012)[139][140]
- Giải thưởng Nhà nước (2007)[141]

### Giải thưởng và đề cử
| Năm  | Lễ trao giải                            | Hạng mục                      | Tác phẩm                                      | Kết quả        | Nguồn           |
| ---- | --------------------------------------- | ----------------------------- | --------------------------------------------- | -------------- | --------------- |
| 1959 | Liên hoan phim quốc tế Moskva lần thứ 1 | Grand Prix                    | Chung một dòng sông                           | Đề cử          | [ 142 ]         |
| 1963 | Liên hoan phim quốc tế Moskva lần thứ 3 | Grand Prix                    | Chị Tư Hậu                                    | Huy chương bạc | [ 143 ]         |
| 1969 | Liên hoan phim quốc tế Phnôm Pênh       | Kịch bản phim truyện xuất sắc | Tiền tuyến gọi                                | Apsara vàng    | [ 144 ]         |
| 1970 | Liên hoan phim Việt Nam lần thứ 1       | Phim truyện điện ảnh          | Biển lửa                                      | Bông sen bạc   | [ 145 ]         |
| 1970 | Liên hoan phim Việt Nam lần thứ 1       | Phim truyện điện ảnh          | Cô giáo Hạnh                                  | Bông sen bạc   | [ 146 ]         |
| 1973 | Liên hoan phim Việt Nam lần thứ 2       | Phim truyện điện ảnh          | Chung một dòng sông                           | Bông sen vàng  | [ 147 ] [ 148 ] |
| 1973 | Liên hoan phim Việt Nam lần thứ 2       | Phim truyện điện ảnh          | Chị Tư Hậu                                    | Bông sen vàng  | [ 51 ] [ 119 ]  |
| 1973 | Liên hoan phim Việt Nam lần thứ 2       | Phim truyện điện ảnh          | Không nơi ẩn nấp                              | Bằng khen      | [ 13 ]          |
| 1973 | Liên hoan phim Việt Nam lần thứ 2       | Phim truyện điện ảnh          | Tiền tuyến gọi                                | Bông sen bạc   | [ 149 ]         |
| 1973 | Liên hoan phim Việt Nam lần thứ 2       | Đạo diễn xuất sắc             | Tiền tuyến gọi                                | Đoạt giải      | [ 73 ]          |
| 1973 | Liên hoan phim Việt Nam lần thứ 2       | Phim tài liệu                 | Vài hình ảnh về đời hoạt động của Hồ Chủ tịch | Bông sen vàng  | [ 107 ] [ 150 ] |
| 1977 | Liên hoan phim Việt Nam lần thứ 4       | Phim tài liệu                 | Miền Nam trong trái tim tôi                   | Bông sen bạc   | [ 136 ]         |
| 1977 | Liên hoan phim Việt Nam lần thứ 4       | Đạo diễn xuất sắc             | Miền Nam trong trái tim tôi                   | Đoạt giải      | [ 110 ]         |
| 1979 | Liên hoan phim thiếu nhi quốc tế Ấn Độ  |                               | Chom và Sa                                    | Con Voi Bạc    | [ 127 ] [ 151 ] |
| 1982 | Liên hoan phim ba châu lục              |                               | Chom và Sa                                    | Giải Bạc       | [ 152 ] [ 87 ]  |